# 齊斯泰茲
齊斯泰茲（丹麥語：Thisted），丹麥日德蘭半島北部的一座城鎮，齊斯泰茲市鎮的行政中心。